# 金龍泰
金 龍泰（キム・ヨンテ、朝鮮語: 김용태、1926年12月9日 - 2005年4月2日）は、大韓民国の政治家。第6・7・8・9・10代大韓民国国会議員。元第1無任所長官。本貫は金海金氏。号は大徳（テドク、대덕）。

## 経歴
忠清南道大徳郡杞城面山直里（現・大田広域市西区）に生まれ、幼少期をいっとき燕岐郡で過ごした。ソウル大学校師範大学を卒業後、長項女中学校で教師を務めた。朝鮮戦争期に米8軍連絡将校団の哨兵を務め、その時に金鍾泌の紹介で朴正煕の家で共同生活をした。その後は歩兵第6師団で活躍し、停戦後に忠武公記念事業会の事務局長を務めた。5・16軍事クーデターに民間人として参加した。クーデターの準備過程での資金募集や革命布告を印刷・配布する作業を行ったため、軍政が樹立された後、国家再建最高会議の経済顧問に任命された。1963年11月26日に行われた第6代総選挙に大徳・燕岐地区より民主共和党から立候補して当選し、議員の職を計5期務めた。しかし、分派・解党行為をしたという理由で、1965年と1966年に中央情報部の調査を受け、党から権利停止処分を受けた。特に1968年5月の国民福祉研究会事件では党から除名措置まで受けた。1969年の3選改憲にも反対したが、朴正煕本人の説得により賛成に転じた。
政界では、YTや親分（原文: 두목〈頭目〉）とあだ名される。1978年には政務担当第1無任所長官に任命され、その後民主共和党の院内総務を務めたが、1980年に全斗煥の新軍部により不正蓄財の調査を受け、政治規制により政界を去った。90年代以後は東西文化交流協会会長、新民主共和党常任顧問・選挙対策委員長を務めた。
2005年4月2日、持病の脳血管疾患により80歳で亡くなった。

## 著書
- 韓国は寂しくない（原文: 한국은 외롭지 않다）
- 明日の十字路（原文: 내일의 십자로）
- 金龍泰著書録（原文: 김용태 자서록）

## 賞勲
- 2等勤務功労勲章